# Ted Serios
Ted Serios (Chicago, 27 de noviembre de 1918 - 30 de diciembre de 2006) fue un botones estadounidense, quien se hizo conocido en la década de 1960 por producir por medio de supuestos poderes psíquicos impresiones en películas Polaroid.
El investigador Jule Eisenbud (1908–1999) escribió un libro titulado "The World of Ted Serios: "Thoughtographic" studies of an extraordinary mind" (1967) apoyando lo afirmado por Serios. James Randi pudo comprobar que Serios era un farsante, tal y como lo revelaron al público los dos periodistas Charles Reynolds y David Eisendrath, quienes pudieron replicar los trucos.